# Electric Youth
Electric Youth — второй студийный альбом американской певицы Дебби Гибсон, выпущенный 24 января 1989 года. Диск стал самым успешным альбомом в её карьере. Electric Youth оставался на вершине Billboard Hot Albums пять недель, и достиг 8-го места в чарте альбомов Великобритании.

## Список композиций
Все песни написаны Дебби Гибсон
Сторона 1
1. «Who Loves Ya Baby?» (4:00)
2. «Lost in Your Eyes[англ.]» (3:34)
3. «Love in Disguise» (4:17)
4. «Helplessly in Love» (4:10)
5. «Silence Speaks (a Thousand Words)» (3:37)
6. «Should’ve Been the One» (5:07)

Сторона 2
1. «Electric Youth[англ.]» (4:55)
2. «No More Rhyme» (4:13)
3. «Over the Wall» (3:58)
4. «We Could Be Together» (5:33)
5. «Shades of the Past» (4:52)

CD Бонус
1. «We Could Be Together» (Campfire Mix) (5:33)
2. «No More Rhyme» (Acoustic Mix) (4:13)

## Позиции в хит-парадах
| Год  | Название чарта    | Позиция |
| ---- | ----------------- | ------- |
| 1989 | The Billboard 200 | 1       |
| 1989 | UK Album Chart    | 8       |